# 华南理工大学峻德书院
华南理工大学峻德书院是华南理工大学广州国际校区的首个本科生书院，成立于2019年8月。

## 历史沿革

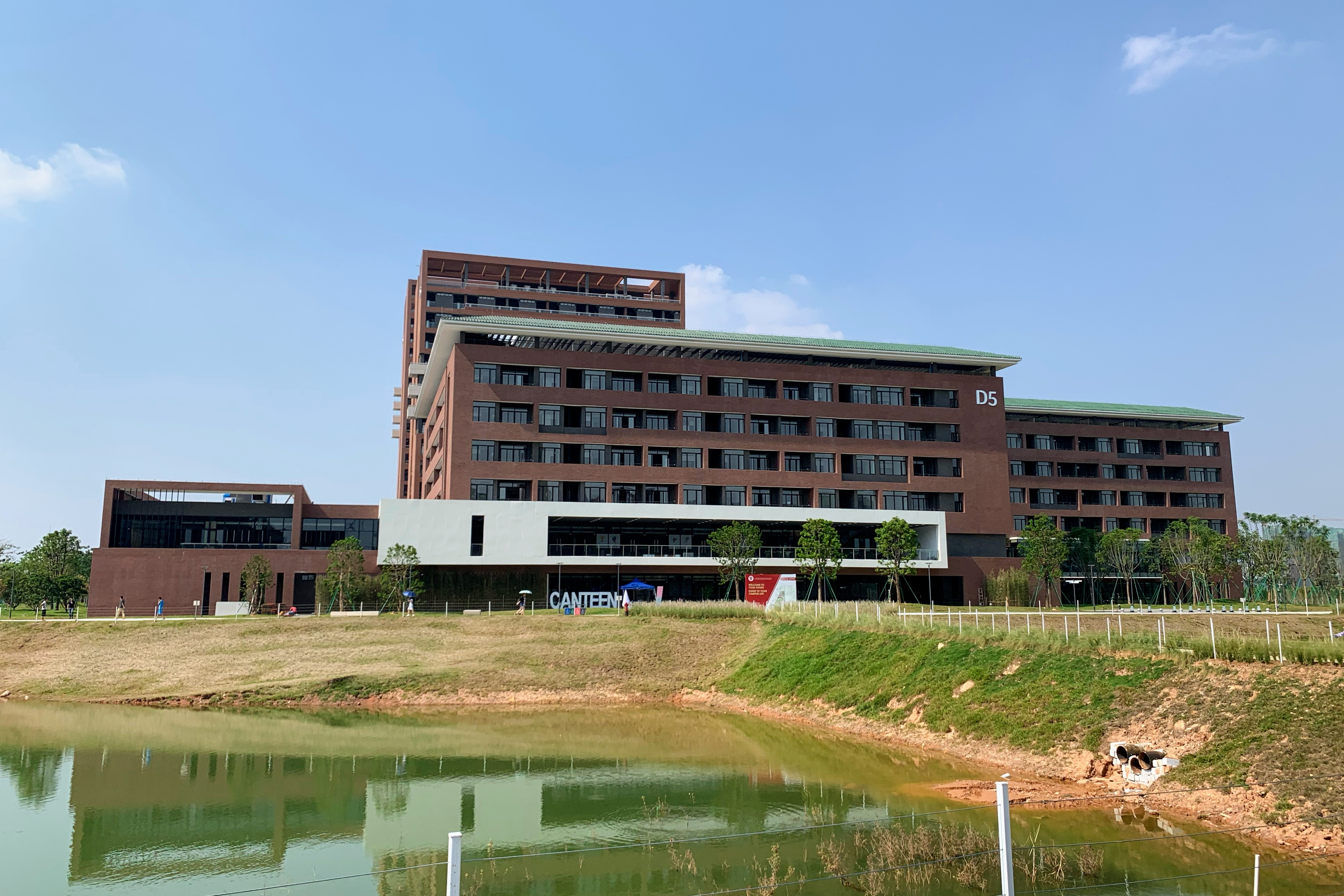
峻德书院所在的D5区南侧

广州国际校区是华南理工大学于2019年新成立的校区。华工在该校区采取多项创新措施，其中一个便是推行本科生“书院制”多元化成长社区模式，是中国大陆少数采用书院制的大学园区之一。2019年8月，峻德书院作为华工独立设置的二级单位正式成立。2019年9月，峻德书院随广州国际校区的正式启用而迎来首批本科生。

## 书院文化

### 命名及院训
“峻德”取自《尚书》中的“克明峻德”，意即“弘扬光明的品德”，体现书院“立德树人”的核心任务。书院的院训是“峻志德正（峻则志高 德而己正）”。

### 学生导师
峻德书院采取学业导师加成长导师的模式对学生进行辅导。截至2020年8月，峻德书院已聘请广州昊源集团董事长、华南理工大学公共政策研究院联合创办人莫道明和科大讯飞高级副总裁、华南人工智能研究院董事长杜兰作为本科生的首批“成长导师”。

### 活动
- “Face to Face”师生面对面交流会
- “Happy Hour”好时光佳片欣赏会
- “See You on Saturday/Sunday”名师公开课

## 管理团队
峻德书院成立时，聘请美国国家工程院院士、分子科学与工程学院院长程正迪作为书院的首任院长。截至2021年6月，峻德书院的管理人员为：
- 副院长：徐雪妙
- 院务主任：陈翠峰
- 辅导员：陈炜强、魏海燕